# 愛爾蘭燉肉
愛爾蘭燉肉是一種源自愛爾蘭島的濃湯，並普遍被公認是愛爾蘭的國菜。其傳統上由根莖類蔬菜與嫩羊肉或羊肉共同燉煮而成，但也常會搭配牛肉一同烹煮。與所有傳統的民間菜餚一樣，愛爾蘭燉肉的食譜因地而異，但一般而言，它的成分基本包括嫩羊肉（指一歲以下的幼羊肉）、羊肉（來自一歲以上的綿羊肉，其肉質更為肥厚，味道更濃郁，通常在貧困的年代較常使用），以及馬鈴薯、洋蔥和歐芹，有時愛爾蘭燉肉也會加入胡蘿蔔，或是使用山羊肉來製作。
愛爾蘭燉肉是一道著名的愛爾蘭菜，但關於它的組成食材卻有所爭議。堅持傳統的人認為，正統的愛爾蘭燉肉配料只能使用羊頸肉或小羊肉、馬鈴薯、洋蔥和水來製作。而其他烹飪者則會在燉煮時添加胡蘿蔔、蕪菁和大麥米等不同的材料，但傳統主義者認為這些非正統食材實則破壞了菜餚的真正味道。在烹飪過程中，食材會與水一同煮沸並用火慢燉長達兩個小時，其中羊肉是愛爾蘭燉肉裡最主要的成分，由於綿羊所出產的羊毛和奶製品具有相當的經濟價值，因此只有年老或無法活下去的綿羊才會被宰殺放入鍋中，羊肉需要數小時的熬煮才能熟透入味。愛爾蘭燉菜是一種幾乎完全以明火烹飪來製作傳統的食物。似乎早在公元1800年左右，愛爾蘭燉肉就已經廣泛流傳。

## 歷史

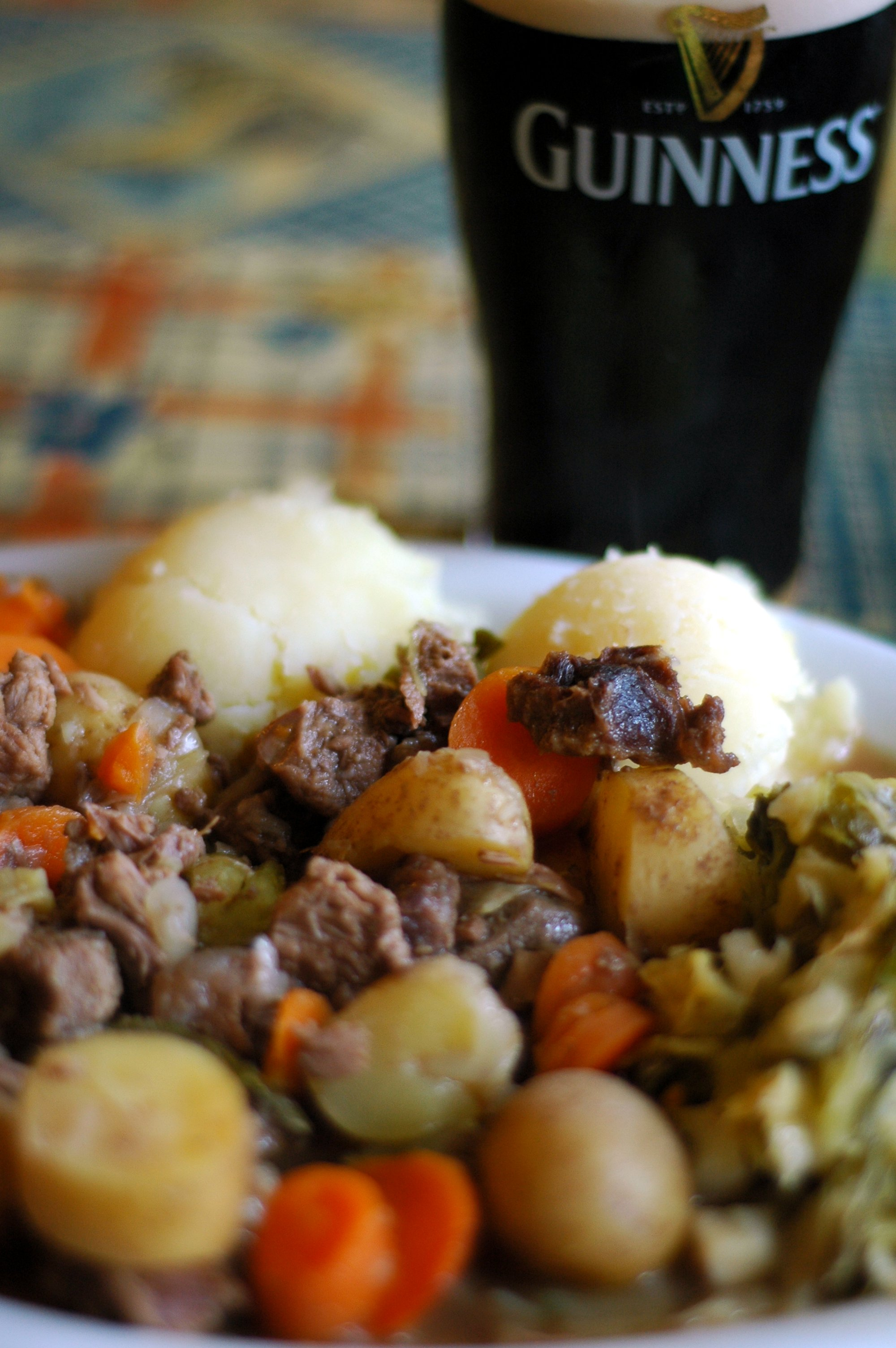
愛爾蘭燉肉配健力士啤酒

燉煮是一種古老的烹飪肉類方法，在世界各地都很常見。由於古代生活在愛爾蘭當地的蓋爾人幾乎不知道有烤爐的存在，因此在從歐洲大陸和不列顛引進大鍋後，大鍋連同歷史悠久的旋转烤肉架便成為古愛爾蘭最主要的烹飪工具。依據考古的相關發現，於愛爾蘭和不列顛地區，肉鉤明顯比烤叉更居於優越地位，大鍋以及用於懸掛肉的肉鉤，最終成為在盛宴上比烤叉更受青睞的烹飪器具。許多食品歷史學家認為，山羊肉是最初首選的肉類，最終逐漸被牛肉和羊肉所取代。
除了馬鈴薯之外，烹飪愛爾蘭燉肉所需使用的根莖類蔬菜和肉類（最初使用羊肉）等食材，都是愛爾蘭當地歷史悠久的農畜產品，而馬鈴薯最早是一種源於南美洲農作物，直到16世紀後才被引進。
經濟學家海倫·斯圖爾特·坎貝爾則記錄了19世紀美國當地的愛爾蘭燉肉食譜。據坎貝爾所述，愛爾蘭燉肉是用去骨的牛肉或羊肉所製成，除掉附在肉上的脂肪，將其切成小於一英吋的方塊形狀放入湯中，並於肉湯裡加入洋蔥和馬鈴薯，還有胡蘿蔔（如果是使用牛肉製作的話），另加上簡單的鹽和胡椒調味，將之用文火慢燉幾個小時，上菜前添加麵粉做出勾芡後即可食用。

## 相關法律規定

### 加拿大
加拿大的法規明文規定，商業生產的愛爾蘭燉肉必須含有至少20%的嫩羊肉、羊肉以及30%的蔬菜，其他還可以包括肉汁、鹽、调味料和香料等成分。

## 圖集

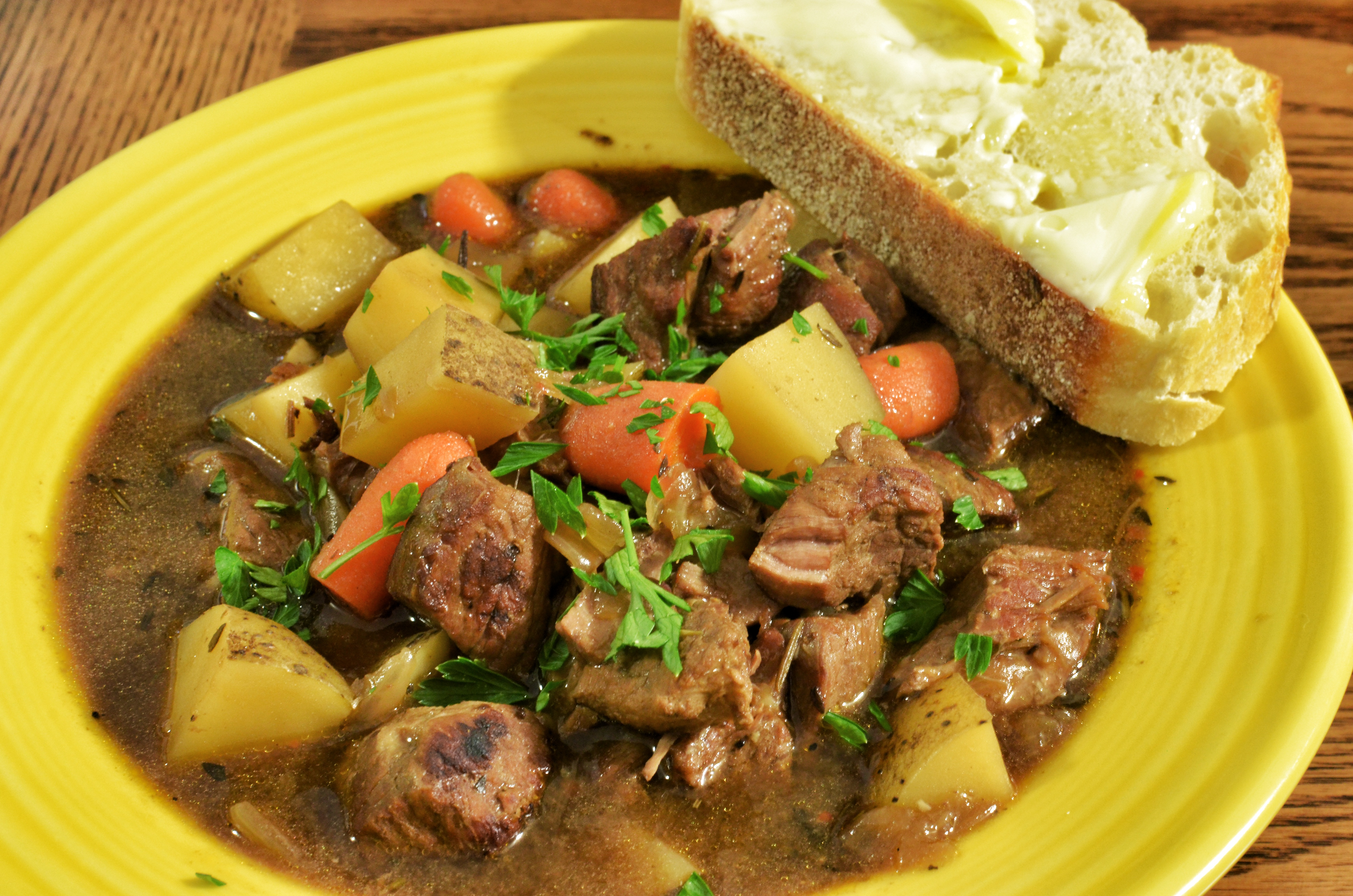
愛爾蘭燉肉及麵包
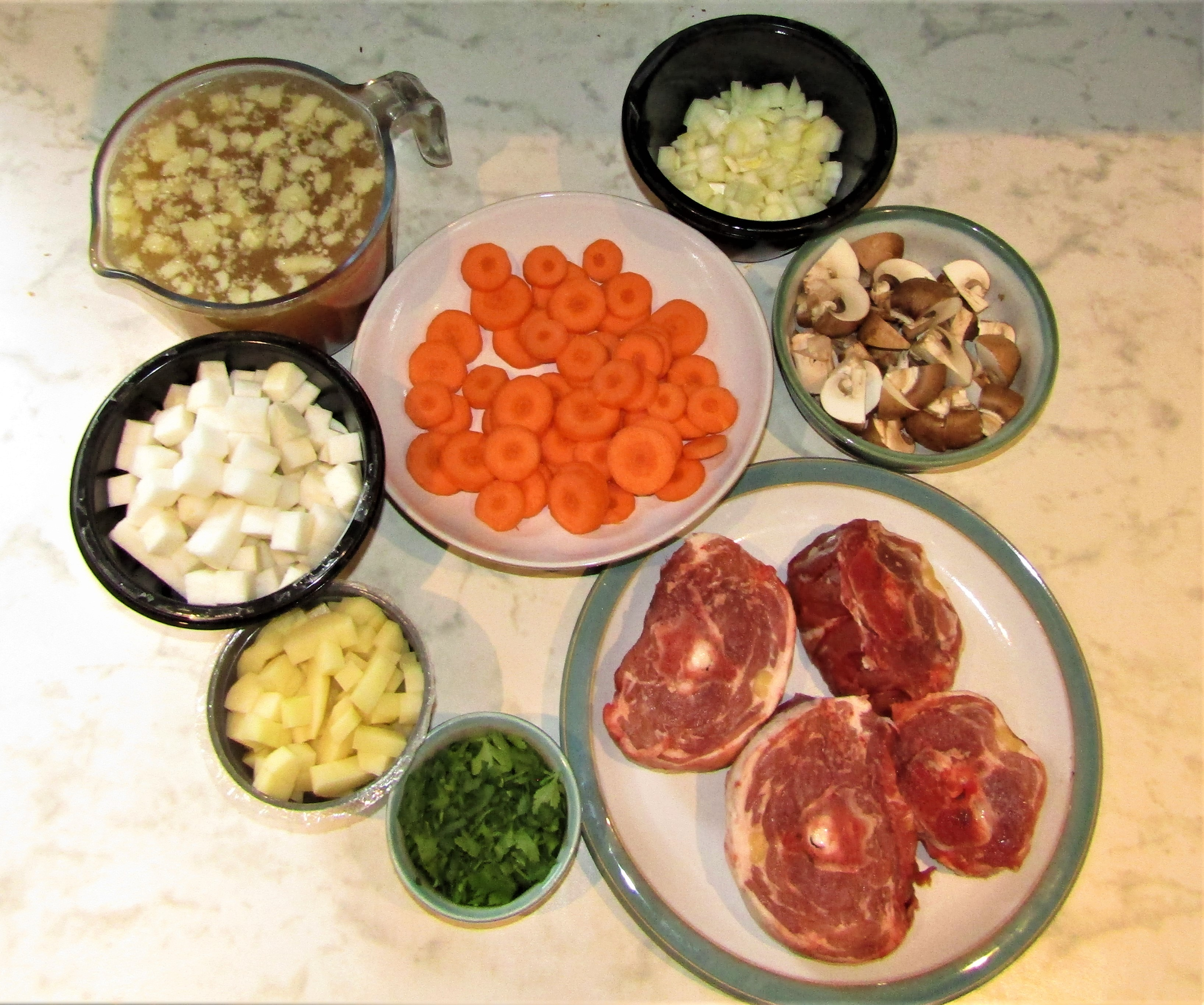
製作愛爾蘭燉肉所需的材料
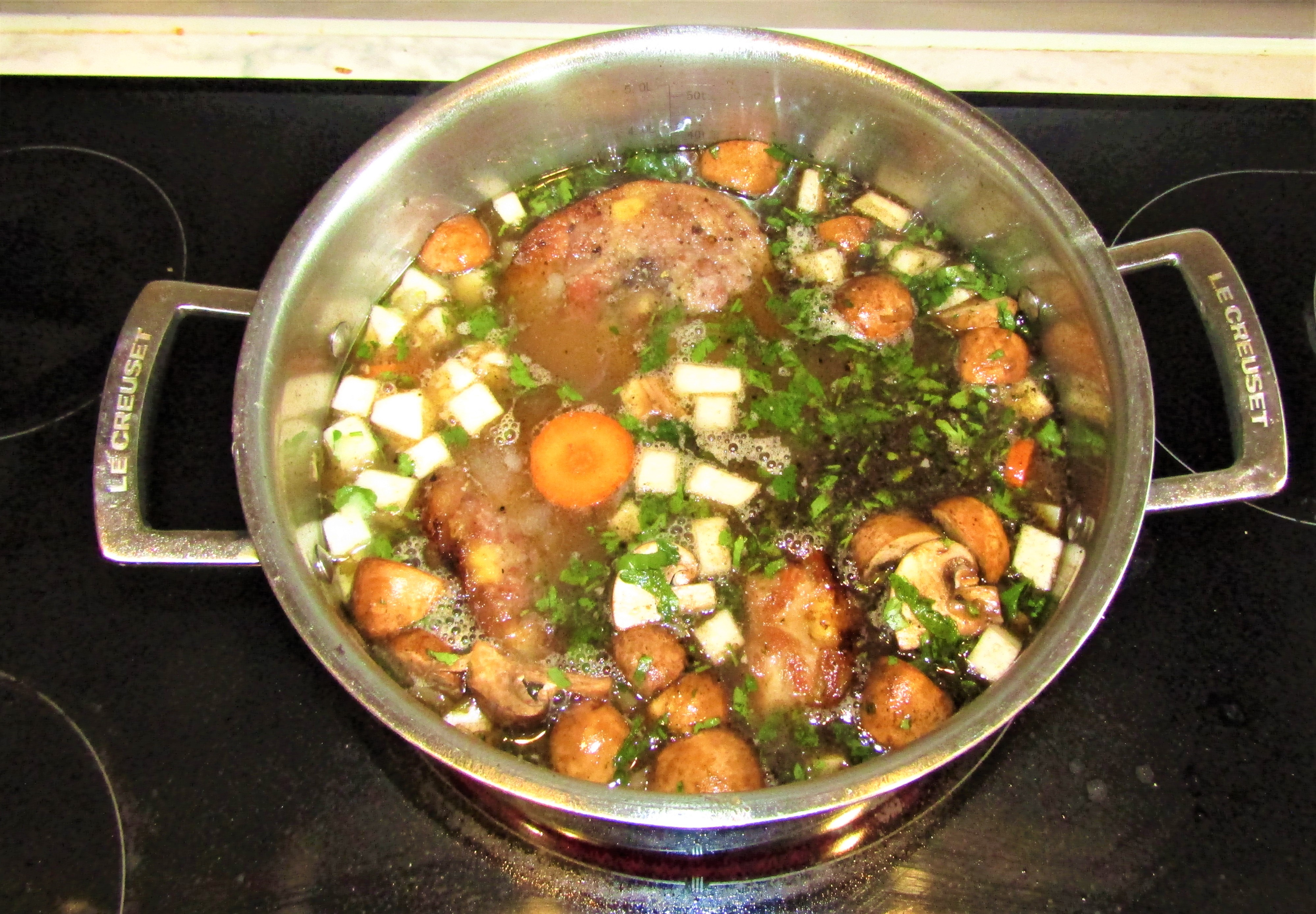
一鍋正在熬煮的愛爾蘭燉肉